# 七號鎮區 (堪薩斯州普拉特縣)
七號鎮區（英語：Township 7）是位於美國堪薩斯州普拉特縣的一個行政鎮區。

## 地方資料
七號鎮區的面積為135.88平方千米，當中陸地面積為135.77平方千米，而水域面積為0.11平方千米。根據2010年美國人口普查的數據，當地共有人口314人，而人口密度為每平方千米2.31人。

## 外部連結
- US-Counties.com
- City-Data.com （页面存档备份，存于）